# Bagdad
Bagdad (en árabe: بَغْدَاد  Baġdād, en arameo: ܒܓܕܕ Baghdad) es la capital federal y la ciudad más poblada de Irak. Su número de habitantes es de 8 765 000 (est. 2016), lo que la convierte en la mayor ciudad del país y la segunda del mundo árabe, solo por detrás de El Cairo. 
Ubicada a orillas del río Tigris, la ciudad fue fundada en el siglo VIII y se convirtió en capital del Califato abasí. En poco tiempo se convirtió en un centro cultural, comercial e intelectual de gran relevancia del mundo islámico. Esto, y el hecho de ser sede de varias instituciones académicas relevantes, como la Casa de la sabiduría, le sirvieron a la ciudad para ganarse una reputación mundial de «Centro de Enseñanza».
Bagdad fue la ciudad más grande de la Edad Media durante gran parte del Califato abasí, cuando alcanzó un pico de un millón y medio de habitantes. Sin embargo, la urbe fue en gran parte destruida por las tropas del Imperio mongol en 1258, lo que resultó en un declive que se prolongaría por muchos siglos debido a frecuentes epidemias y la sucesión de varios imperios que dominaron la ciudad. Con el reconocimiento de Irak como estado independiente en 1938 tras la desaparición del Mandato Británico para Mesopotamia, Bagdad recuperó gradualmente parte de su pasada preeminencia como centro significante de la cultura musulmana.
En tiempos recientes, la ciudad ha sufrido graves daños en sus infraestructuras, especialmente durante la invasión de Irak de 2003 y la consiguiente guerra de Irak que duró hasta diciembre de 2011. En los últimos años, la capital ha sido objetivo de numerosos ataques de la guerrilla iraquí. Este conflicto militar también ha provocado una pérdida profunda e irreparable de la herencia cultural y de piezas históricas.

## Origen del nombre
El nombre es de origen preislámico y de etimología discutida.
Un villorrio de este nombre existió en el lugar durante el dominio persa, por lo cual el nombre se origina en esta lengua, más específicamente el persa medio. Se trata de un compuesto de bagh () "Dios" y dād () "algo que se entrega", es decir "regalo de Dios". Numerosas localidades de la región tienen nombres similares, Baghlan y Bagram en Afghanistán, Baghshan en Irán, y Baghdati en Georgia.
Algunos autores han sugerido otro origen, más antiguo, señalando un topónimo babilónico que puede leerse como Bagdadu (o bien Hudadu pues el signo cuneiforme es ambiguo) que aparece también en el Talmud de Babilonia como Baghdatha. Algunos autores han considerado una etimología aramea.

## Historia

### Fundación y Califato Abasí
En el año 761 Al-Mansur (el Victorioso) fundó Bagdad, cerca de las ruinas de la antigua Babilonia y la convirtió en la capital del islam. Mansur creía que Bagdad era la ciudad perfecta para ser capital del imperio islámico bajo el Califato abasí, y estuvo tan encantado con el sitio que dijo: «Esta es realmente la ciudad que estoy fundando, donde estoy viviendo, y donde mis descendientes reinarán después». Desarrolló una política económica y de capital, sobre todo porque su situación le dio el control de estratégicas rutas comerciales. También constituía una excelente ubicación debido a la abundancia de agua, que era muy poco común durante ese tiempo y su saludable clima.
El califato tenía como centro a Damasco, pero las tierras de Mesopotamia eran ricas y bien pobladas. Con su fundación, Bagdad eclipsó a Ctesifonte, la capital del Imperio persa, situada a unos 30 km al sureste, que había estado bajo la dominación musulmana desde el año 637, y que fue rápidamente abandonada después de la fundación de Bagdad. Heredera de Babilonia (que había sido abandonada desde el siglo II a. C., y cuya ubicación estaba a unos 90 kilómetros al sur) y de Seleucia del Tigris.

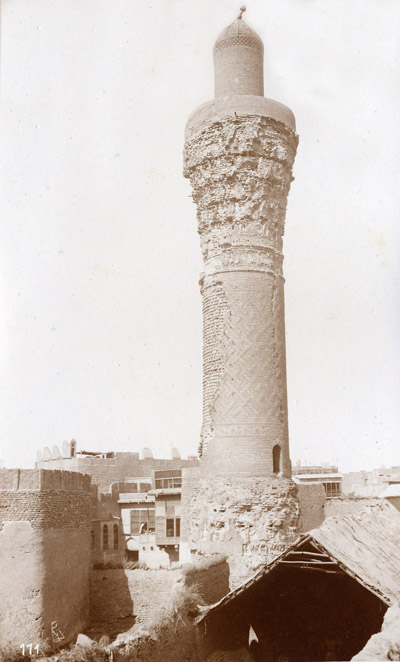
Suq al-Ghazel. Minarete de Bagdad, Mesopotamia (Irak). Este es el minarete más antiguo de Bagdad. Perteneció a la Mezquita Califa construida por el Califa Muktafi entre el 901 y el 907 d. C.

El Califato abasí fue heredero de los descendientes del tío de Mahoma y fue parte de la tribu Quraysh. Los Abasíes trataron de combinar la hegemonía de las tribus árabes con las ceremonias de la corte imperial y las estructuras administrativas de los persas. Los abasíes se consideran los herederos de dos tradiciones: la árabe-islámica (portadores del manto de Mahoma) y la persa (sucesores de los monarcas sasánidas). Estas dos razones de Al-Mansur para construir la capital en un lugar que fuera representativo de la identidad árabe-islámica mediante la construcción de la Casa de la sabiduría, donde los textos antiguos fueran traducidos de su idioma original, fuera griego u otro, al árabe. También está cerca de la antigua capital sasánida de Ctesifonte sobre el río Tigris.
En el año 758, Mansur reunió ingenieros, agrimensores y artistas de todo el mundo para elaborar planes para la ciudad. Más de 100 000 trabajadores participaron en la construcción, que comenzó el 23 de julio del año 762 d. C.
La ciudad fue diseñada como un círculo alrededor de 2 kilómetros de diámetro, lo que se conocía como la "Ronda de ciudad". El diseño original mostraba un anillo de viviendas y estructuras comerciales a lo largo de la parte interior de los muros de la ciudad, pero la composición final añadió otro anillo, dentro de la primera. En el centro de la ciudad se situó la mezquita, así como el cuartel de la guardia. El diseño circular de la ciudad es una idea tradicional persa Sasánida. La antigua ciudad de Sasanian Gur/Firuzabad es casi idéntica en su diseño circular, avenidas radiales y edificios del gobierno y templos en el centro de la ciudad. Se utilizó mármol para hacer los edificios, se construyeron muchos parques, jardines, villas y bellos paseos que daban a la ciudad un elegante acabado.
Las cuatro puertas de la muralla que rodeaba Bagdad fueron llamadas Kufa, Basora, Jurasan, y Siria; los nombres corresponden con las salidas de los caminos a estos lugares. La distancia entre estas puertas era un poco más de dos kilómetros. Cada puerta tiene hojas dobles que se hicieron de hierro, eran tan pesadas que hacían falta varios hombres para abrirlas y cerrarlas. El muro era de aproximadamente 44 m de espesor en la base y unos 12 metros de espesor en la parte superior, y de unos 30 m de altura, incluyendo las almenas. Este muro estaba rodeado por otro impresionante muro de un espesor de 50 m. El segundo muro tenía torres coronadas por almenas redondeadas. Esta pared exterior se encontraba protegida por un sólido terraplén hecho de ladrillos y cal. Más allá de la pared exterior había un foso lleno de agua.

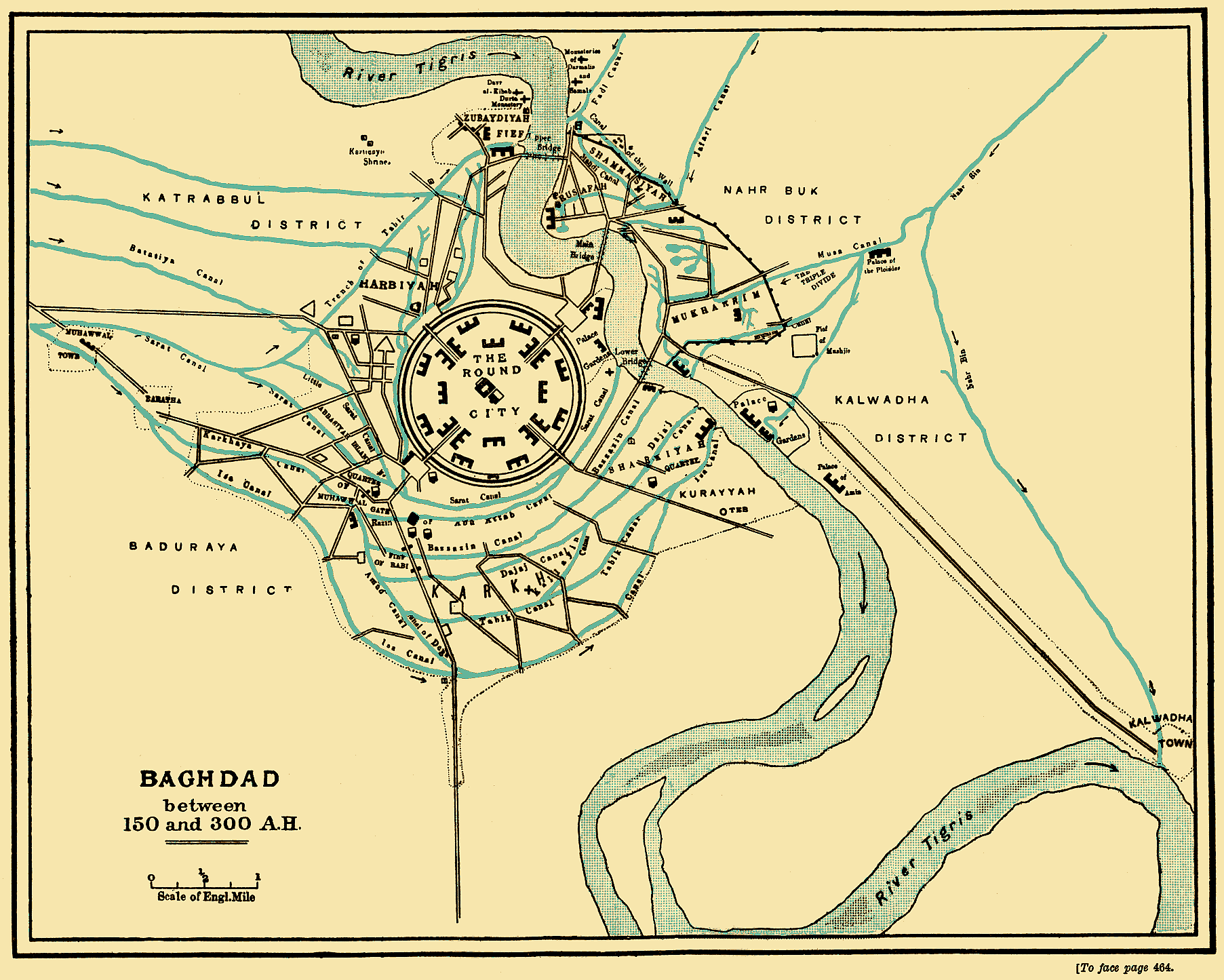
La Ciudad redonda de Bagdad entre 767 y 912 d. C.

En el centro de Bagdad, en la plaza central estaba el Palacio de la puerta de oro. Fue la residencia del califa y de su familia. En la parte central del edificio había una cúpula verde de 49 m de altura. El palacio estaba cerca de otras mansiones y residencias de funcionarios. Cerca de la Puerta de Siria un edificio servía de cuartel a los guardias. Después de la muerte del califa Al-Mansur el palacio dejó de ser la residencia del califa y su familia, trasladándose al Palacio de la Eternidad, a orillas del Tigris. Bagdad conoció su auge en el reinado del califa Harún al-Rashid, el cual, no obstante, sentía un profundo desagrado por la ciudad, a la que llamaba "la sauna", deplorando su calor sofocante y las polvaredas procedentes del desierto. Debido a ello trasladó su residencia a Raqqa, en el alto Éufrates, dejando el gobierno del Califato en las hábiles manos de los barmacíes, que instalaron una corte paralela de gran esplendor cultural.
La ciudad se había convertido en un centro político, económico, militar, cultural y artístico de primer orden, de modo que en el siglo IX era una de las mayores urbes de la Tierra, con una población estimada de 700 000 habitantes o incluso más, una población solo comparable a Constantinopla o Chang'an. Era el Bagdad de Las mil y una noches, de los zocos, las mezquitas, los palacios, las bellas princesas árabes, los comerciantes que remontaban el Tigris trayendo todo tipo de productos, de las sederías y las alfombras. Una parte de la población de Bagdad no era árabe, y había pobladores persas, arameos y griegos, pero estas comunidades adoptaron progresivamente la lengua árabe.

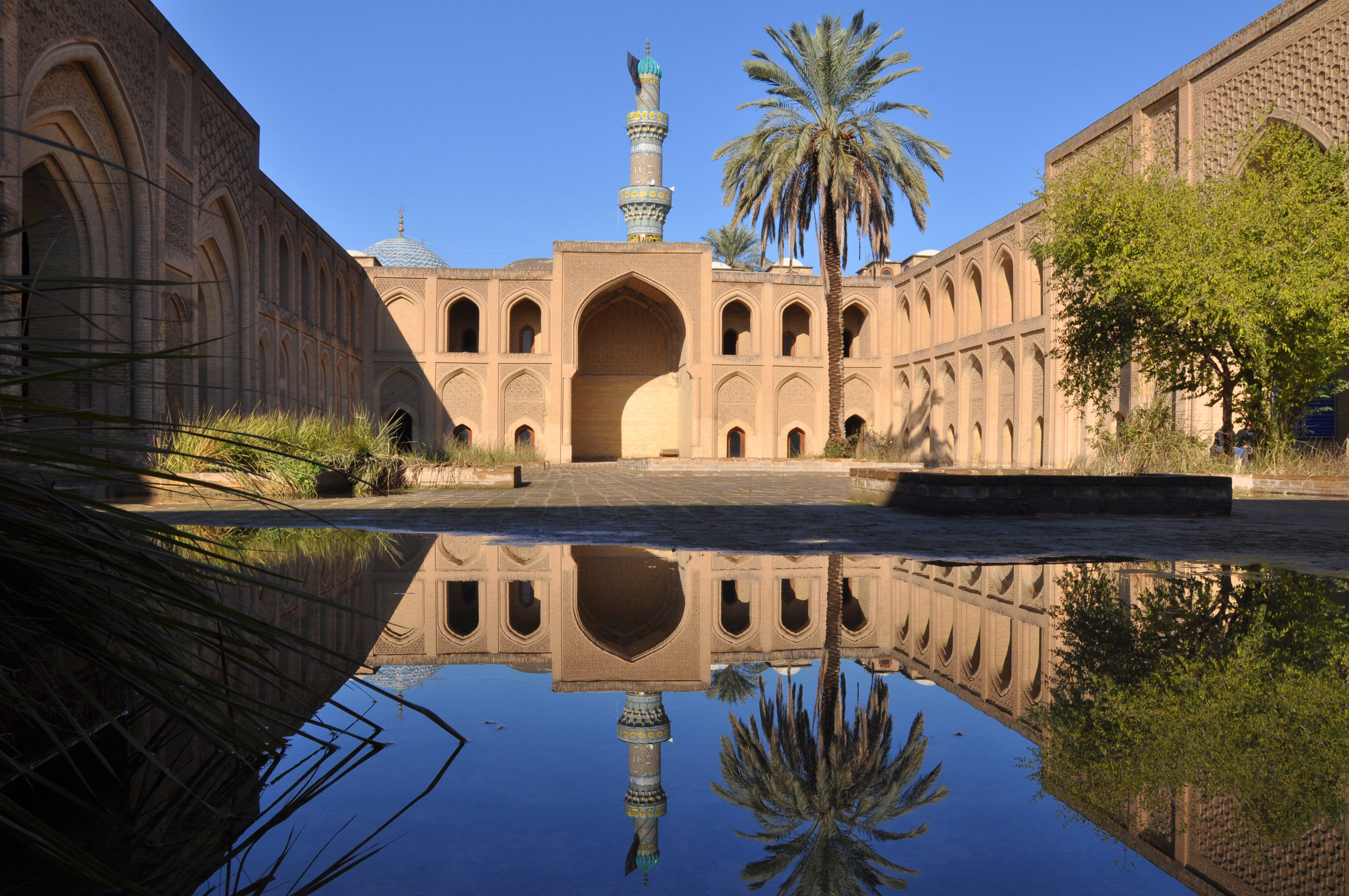
Patio (sahn) de la madrasa Mustansiriya, fundada por el califa Al-Mustánsir en 1227

En la zona este de la ciudad se fundó una comunidad cristiana por la guarnición bizantina del castillo fronterizo de Samalu, trasladada a Bagdad tras su captura en el curso de una expedición mandada por Harún al-Rashid en el verano de 780. Su iglesia, conocida como Dayr al-Rum ('el monasterio de los griegos'), fue el centro de la vida cristiana en la ciudad hasta la conquista mongol de 1258.
En 813, debido a la guerra civil entre los hijos de al-Rashid, el califa Al-Amin y su hermano Al-Mamún, Bagdad fue sometida a un largo sitio por parte de las tropas de Tahir ibn Hussein. El asedio fue especialmente largo y cruento, combatiéndose calle por calle. Buena parte de la ciudad resultó destruida, incluido el Palacio de la Eternidad, sede del Califato. Cuando el victorioso al-Mamún se trasladó de Merv a la ciudad de sus antepasados en 819 emprendió un esfuerzo de reconstrucción, construyendo un nuevo palacio y fundando en 827 la célebre Casa de la Sabiduría (Bait al-Hikma), dedicada a la traducción de obras del griego, persa y Medo siríaco, los sabios de todo el imperio se dirigían a Bagdad facilitando la introducción del griego y de la ciencia india en el mundo árabe e islámico. A raíz de unos graves disturbios en 835, el califa decidió abandonar Bagdad e instalarse en una ciudad de nueva planta, Samarra, que sería capital de los abasíes hasta que al-Mutamid se trasladó de vuelta a Bagdad en 892.
Los selyúcidas eran un clan de los turcos Oghuz de la estepa siberiana que se convirtieron a la rama suní del islam. En el año 1040 destruyeron el Imperio Gaznavida y en 1055, Toghrül el jefe de los selyúcidas conquistó Bagdad. Los selyúcidas expulsaron a los Buyids, una dinastía chiita que gobernó durante algún tiempo y tomó el poder y el control de Bagdad. Se auto-proclamaron sultanes en el nombre de los califas abasíes.

### Invasiones e Imperio otomano

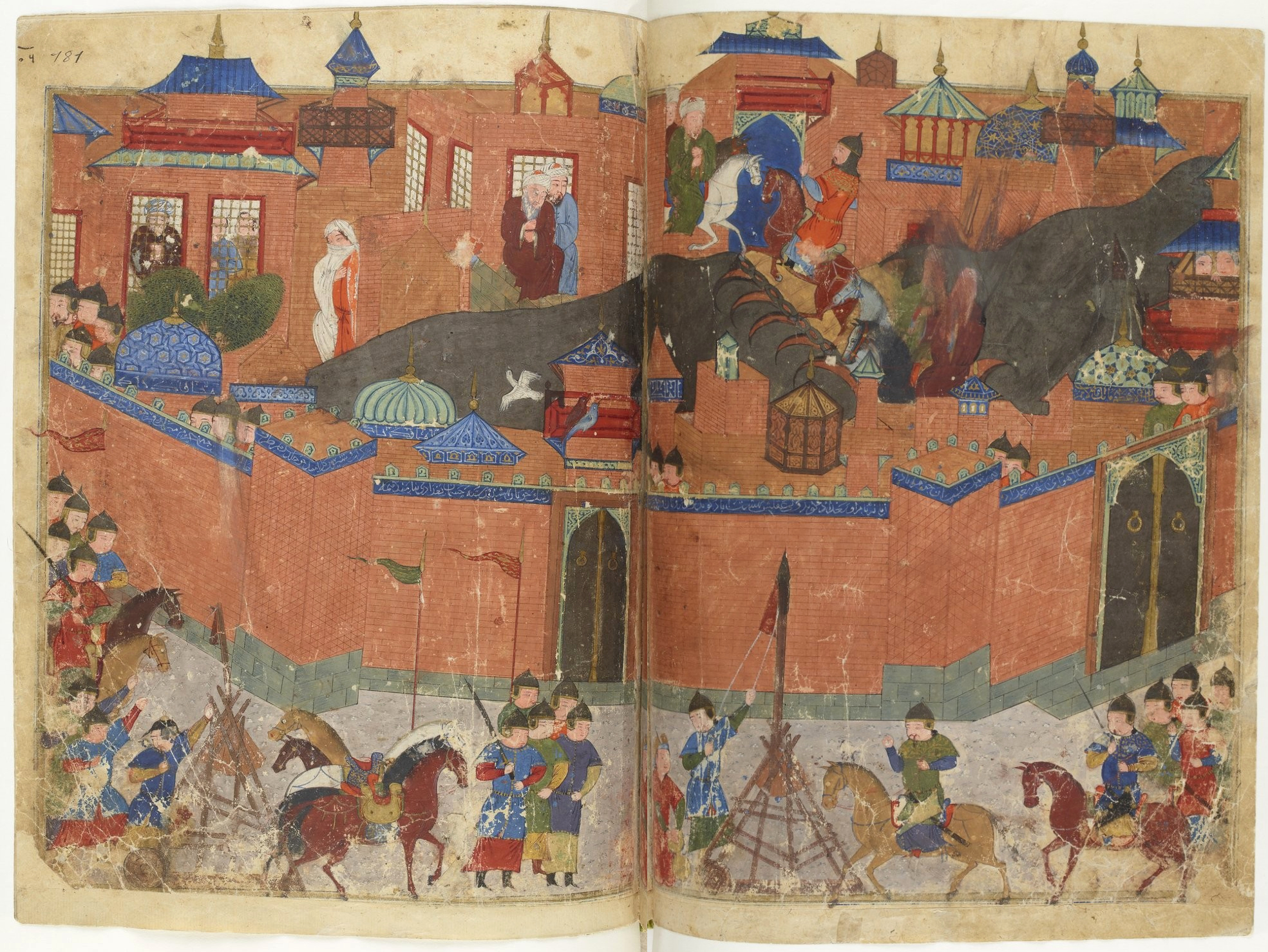
El asedio de Bagdad por parte de los mongoles bajo liderazgo de Hulagu en 1258.

A partir del siglo X entró en decadencia por la disgregación del califato abasí en diversos califatos independientes y en 1258 fue arrasada por los mongoles, liderados por Hulagu, nieto de Gengis Kan. Los mongoles masacraron a la mayoría de los habitantes, entre ellos al califa Al-Musta'sim, y destruyeron gran parte de la ciudad. Los canales y diques que formaban la ciudad, así como el sistema de riego también quedaron destruidos. El saqueo de Bagdad puso fin al Califato Abasí, y como consecuencia la civilización islámica nunca se recuperó plenamente. En esos tiempos Bagdad fue gobernado por un Iljanato, una de las cuatro divisiones del Imperio mongol, que estaba centrada en tierra persa. En 1401, Bagdad fue saqueada de nuevo, por Timur ("Tamerlán").
La ciudad cayó en decadencia y en 1534 es conquistada por los turcos otomanos. En 1921 la ciudad se convirtió en la capital de Irak bajo mandato británico hasta la independencia definitiva del país en 1932. La población de la ciudad creció de una cifra estimada de 145 000 en 1900 a 580 000 en 1950, de los cuales 118 000 eran judíos.

### De la independencia hasta la actualidad

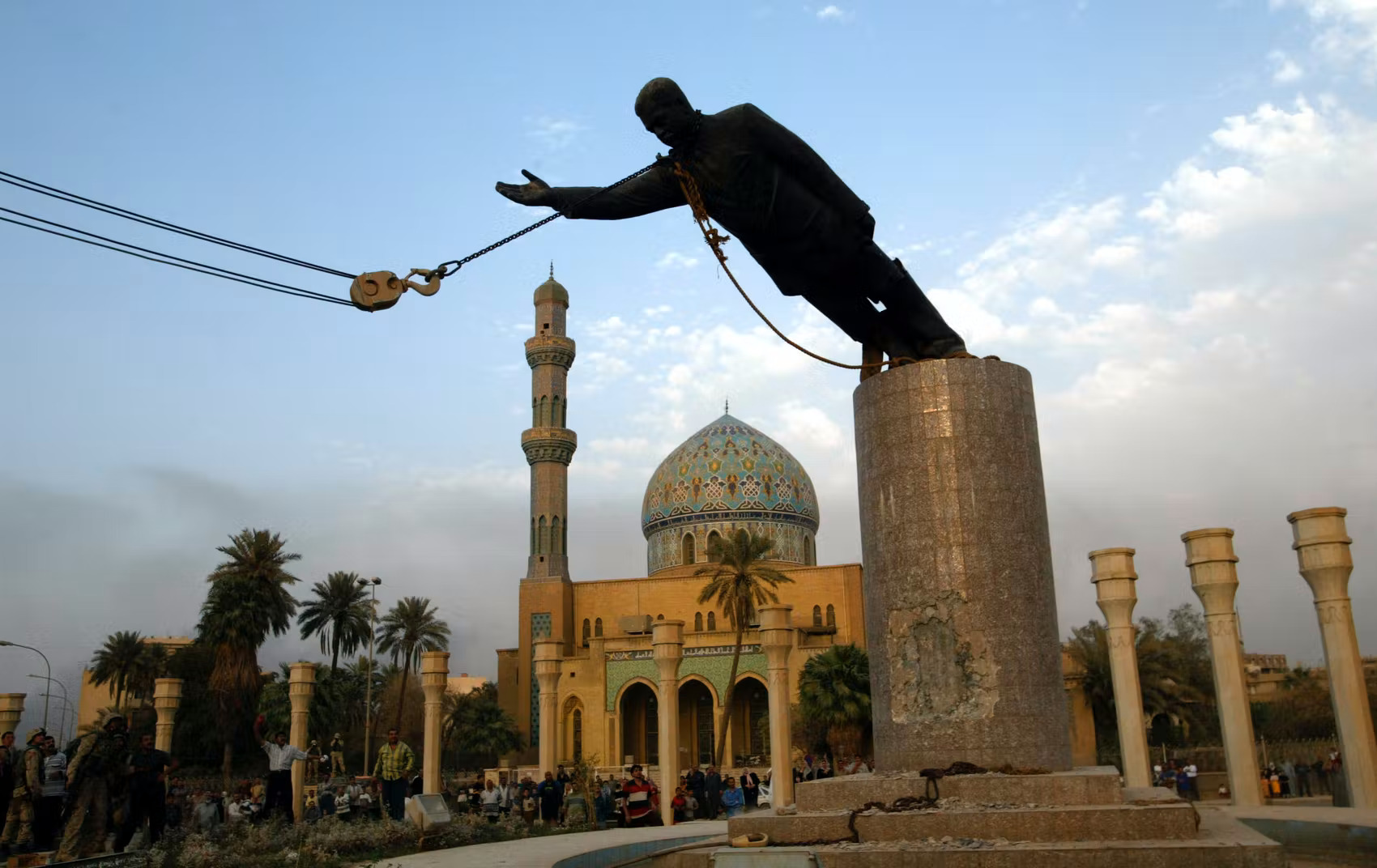
Derribo de la estatua de Sadam Huseín por tropas estadounidenses en la plaza Firdos en 2003.

En 1958 el ejército iraquí depuso al monarca, Faisal II, formando un gobierno del cual surgiría Sadam Huseín. Durante la década de 1970 Bagdad vivió un período de prosperidad y crecimiento a causa de un fuerte aumento del precio del petróleo. Se desarrollaron infraestructuras modernas incluyendo agua, alcantarillado y carreteras.
La guerra entre Irán e Irak, iniciada en 1980, fue un momento difícil para la ciudad, Irán puso en marcha una serie de ataques con misiles contra Bagdad. Más tarde, la ciudad fue nuevamente atacada durante guerra del Golfo en 1991. En el año 2003, Estados Unidos bombardeó Bagdad dando comienzo a la guerra de Irak, en la que fueron destruidos numerosos objetivos militares y gubernamentales, como el palacio presidencial de Hussein.
La Autoridad Provisional de la Coalición se hizo al cargo del gobierno local hasta finales de junio de 2004, y posteriormente fue disuelta, tras ceder el poder a las instituciones de la ciudad. Durante la ocupación, se creó un área de máxima seguridad, conocida como Zona Verde, donde el distrito gubernamental se protegía del terrorismo. La llamada insurgencia, provocó durante años un gran número de atentados terroristas por todo Bagdad, con un elevado número de víctimas, al igual que los enfrentamientos entre las facciones suníes y chiíes del país. La ocupación internacional finalizó en 2011.

## Geografía y clima

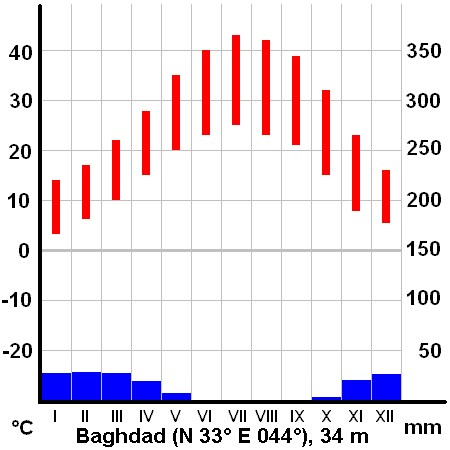
Diagrama del clima de Bagdad.

La ciudad está situada en una vasta llanura dividida por el río Tigris. Este divide a Bagdad en dos, la mitad este, conocida también como "Rusafa", y la mitad oeste, la "Karkh". El terreno donde se sitúa la propia ciudad es llano y de baja altura, producto de un aluvión original debido a las largas y periódicas inundaciones provocadas por el río.

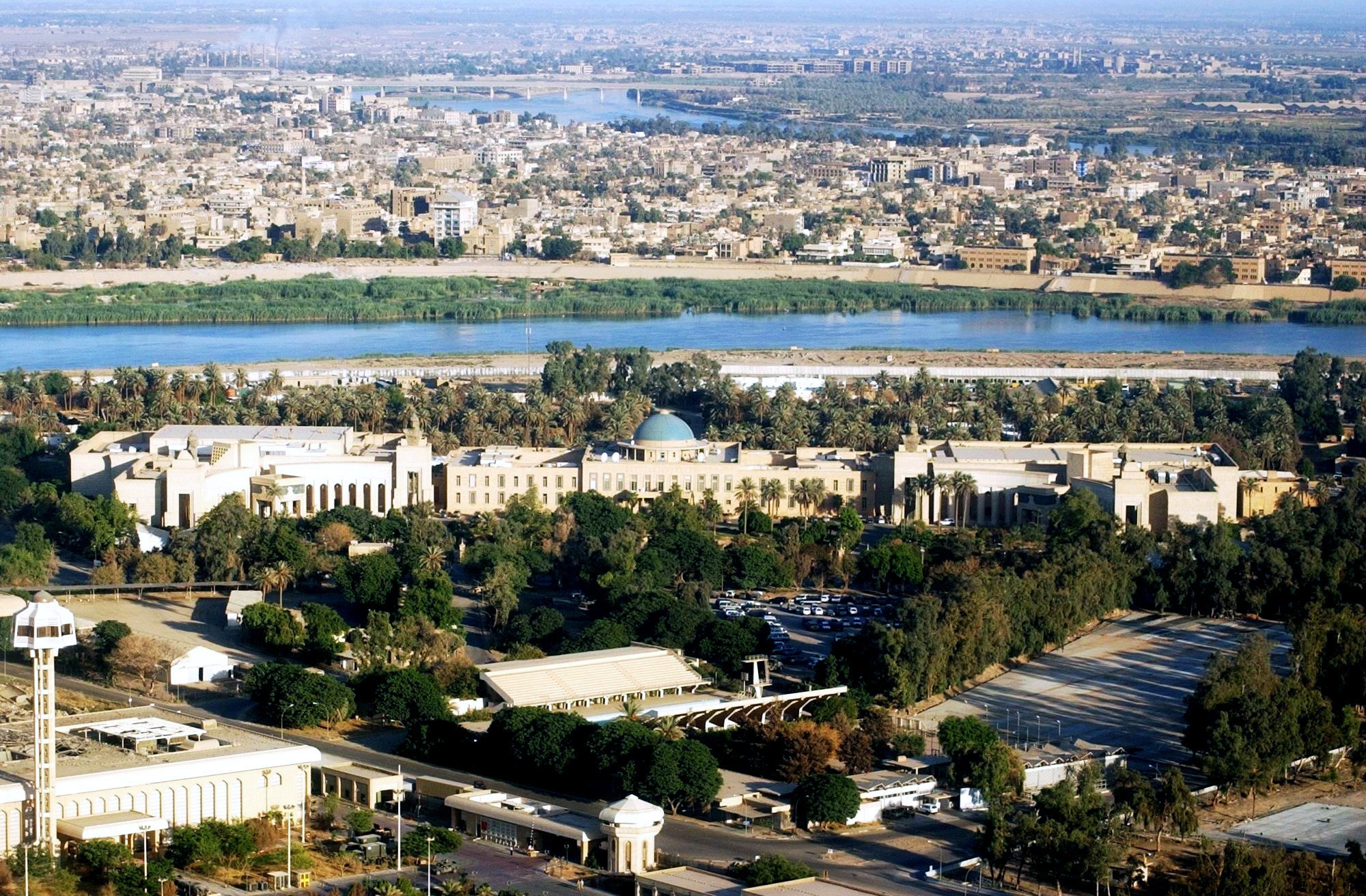
Vista aérea

Bagdad posee un clima muy caluroso y árido (BWh, según la tabla de Köppen), siendo una de las ciudades más calurosas del mundo. Durante la época veraniega, de junio a agosto, la temperatura media es de 34,8 °C, acompañada de un sol abrasador. La lluvia es prácticamente desconocida en la zona en dicha estación. Durante el día, los termómetros pueden dispararse hasta los 51 °C a la sombra y por la noche bajar hasta los 20 °C. La temperatura máxima histórica de Bagdad es 51.8 °C registrada el 29 de julio de 2020. La humedad es también muy baja debido a la distancia que separa la ciudad del golfo Pérsico, lo que ayuda a que se formen frecuentemente tormentas de polvo veraniegas nacidas en el desierto.
Durante el invierno, de diciembre a febrero, las temperaturas se suavizan notablemente. Las máximas oscilan entre los 25 y 26 °C y las mínimas habitualmente por sobre los -6 °C, aunque no es extraño en Bagdad experimentar temperaturas en invierno por debajo de los -10 °C. La presencia del Tigris atenúa el efecto de continentalidad.
La lluvia anual se limita al período que va de noviembre a marzo, siendo los promedios de alrededor de 140 mm con registros máximos de 215 y mínimos de 0 mm. El 11 de enero de 2008 se produjo una estampa insólita en Bagdad, ya que la ciudad amaneció cubierta de una fina capa de hielo, la primera en cien años.
| Parámetros climáticos promedio de Bagdad, Irak       | Parámetros climáticos promedio de Bagdad, Irak | Parámetros climáticos promedio de Bagdad, Irak | Parámetros climáticos promedio de Bagdad, Irak | Parámetros climáticos promedio de Bagdad, Irak | Parámetros climáticos promedio de Bagdad, Irak | Parámetros climáticos promedio de Bagdad, Irak | Parámetros climáticos promedio de Bagdad, Irak | Parámetros climáticos promedio de Bagdad, Irak | Parámetros climáticos promedio de Bagdad, Irak | Parámetros climáticos promedio de Bagdad, Irak | Parámetros climáticos promedio de Bagdad, Irak | Parámetros climáticos promedio de Bagdad, Irak | Parámetros climáticos promedio de Bagdad, Irak |
| Mes                                                  | Ene.                                           | Feb.                                           | Mar.                                           | Abr.                                           | May.                                           | Jun.                                           | Jul.                                           | Ago.                                           | Sep.                                           | Oct.                                           | Nov.                                           | Dic.                                           | Anual                                          |
| ---------------------------------------------------- | ---------------------------------------------- | ---------------------------------------------- | ---------------------------------------------- | ---------------------------------------------- | ---------------------------------------------- | ---------------------------------------------- | ---------------------------------------------- | ---------------------------------------------- | ---------------------------------------------- | ---------------------------------------------- | ---------------------------------------------- | ---------------------------------------------- | ---------------------------------------------- |
| Temp. máx. abs. (°C)                                 | 25.0                                           | 27.1                                           | 30.9                                           | 38.6                                           | 43.5                                           | 48.8                                           | 50.0                                           | 49.9                                           | 47.7                                           | 40.2                                           | 35.6                                           | 25.3                                           | 50.0                                           |
| Temp. máx. media (°C)                                | 15.5                                           | 18.5                                           | 23.6                                           | 29.9                                           | 36.5                                           | 41.3                                           | 44.0                                           | 43.5                                           | 40.2                                           | 33.4                                           | 23.7                                           | 17.2                                           | 30.6                                           |
| Temp. media (°C)                                     | 9.7                                            | 12                                             | 16.6                                           | 22.6                                           | 28.3                                           | 32.3                                           | 34.8                                           | 34                                             | 30.5                                           | 24.7                                           | 16.5                                           | 11.2                                           | 22.8                                           |
| Temp. mín. media (°C)                                | 3.8                                            | 5.5                                            | 9.6                                            | 15.2                                           | 20.1                                           | 23.3                                           | 25.5                                           | 24.5                                           | 20.7                                           | 15.9                                           | 9.2                                            | 5.1                                            | 14.9                                           |
| Temp. mín. abs. (°C)                                 | -11.0                                          | -10.0                                          | -5.5                                           | -0.6                                           | 8.3                                            | 14.6                                           | 22.4                                           | 20.6                                           | 15.3                                           | 6.2                                            | -1.5                                           | -8.7                                           | −11                                            |
| Lluvias (mm)                                         | 27.2                                           | 19.1                                           | 22.0                                           | 15.6                                           | 3.2                                            | 0                                              | 0                                              | 0                                              | 0                                              | 3.3                                            | 12.4                                           | 20.0                                           | 122.8                                          |
| Días de lluvias (≥ 0.001 mm)                         | 8                                              | 7                                              | 8                                              | 6                                              | 4                                              | 0                                              | 0                                              | 0                                              | 0                                              | 4                                              | 6                                              | 7                                              | 50                                             |
| Horas de sol                                         | 192.2                                          | 203.3                                          | 244.9                                          | 255.0                                          | 300.7                                          | 348.0                                          | 347.2                                          | 353.4                                          | 315.0                                          | 272.8                                          | 213.0                                          | 195.3                                          | 3240.8                                         |
| Humedad relativa (%)                                 | 71                                             | 61                                             | 53                                             | 43                                             | 30                                             | 21                                             | 22                                             | 22                                             | 26                                             | 34                                             | 54                                             | 71                                             | 42.3                                           |
| Fuente n.º 1: World Meteorological Organization (UN) |                                                |                                                |                                                |                                                |                                                |                                                |                                                |                                                |                                                |                                                |                                                |                                                |                                                |
| Fuente n.º 2: Climate & Temperature                  |                                                |                                                |                                                |                                                |                                                |                                                |                                                |                                                |                                                |                                                |                                                |                                                |                                                |

## Gobierno

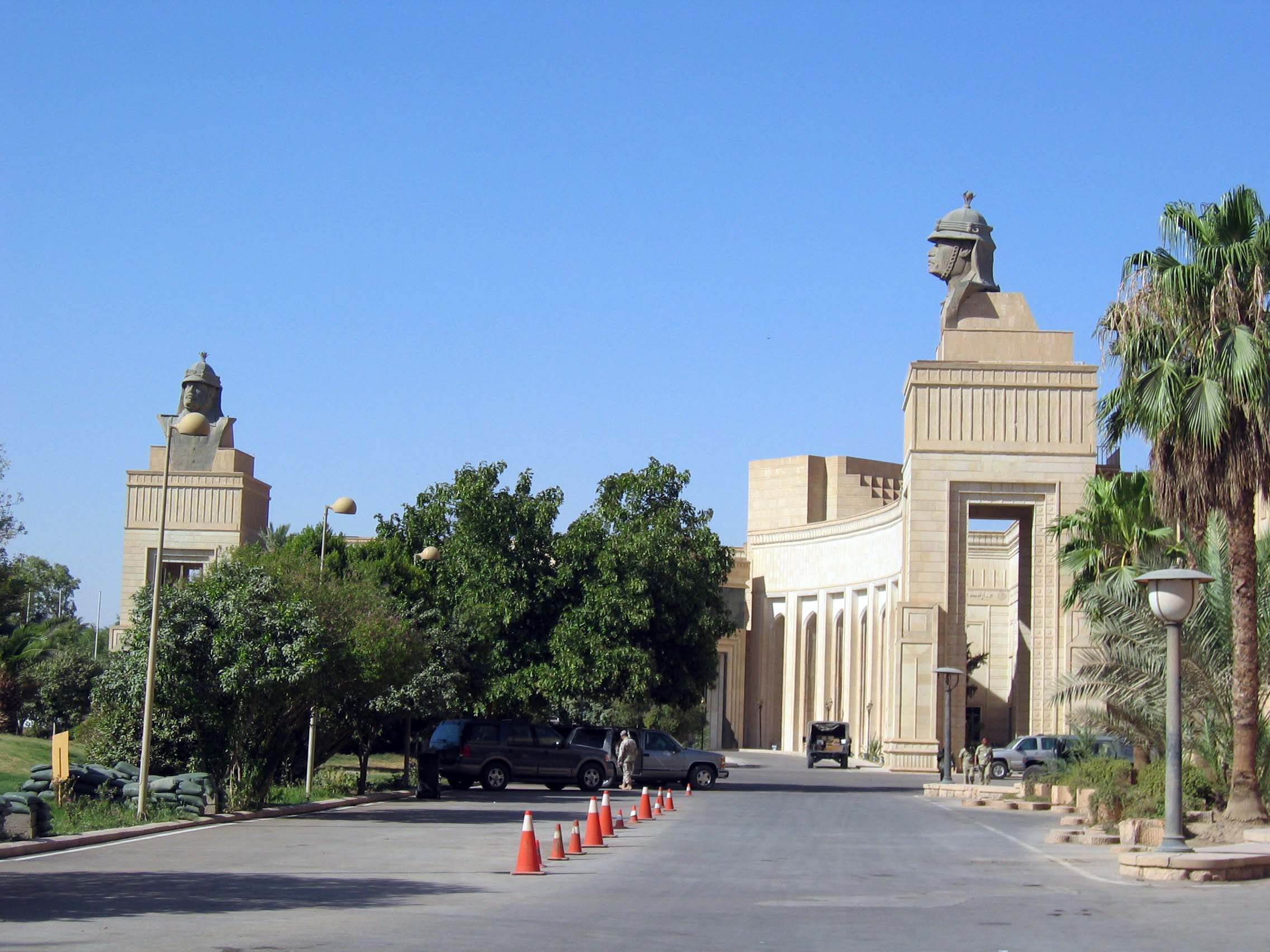
Palacio Presidencial de Bagdad.

La ciudad de Bagdad tiene 89 barrios oficiales dentro de 9 distritos. Estas subdivisiones de la ciudad sirvieron como centros administrativos para el reparto de los servicios municipales pero hasta 2004 no tenían una función política específica. A comienzos de abril de 2003, los Estados Unidos controlaron la Autoridad Provisional de la Coalición (CPA) dando comienzo a la creación de nuevas funciones para aquellos. El proceso inicialmente se enfocó en la elección de los consejos de los barrios en los propios barrios oficiales, elegidos por los caucuses locales. El CPA convocó una serie de reuniones en cada barrio para explicar el gobierno local, describir el proceso de elección de caucus y fomentar la participación del pueblo. Cada proceso en los barrios finaliza con una reunión local donde los candidatos para los consejos locales hacen autopropaganda y campaña electoral. Cada consejo de los barrios elige a sus representantes de entre sus miembros para servir en uno de los consejos de los nueve distritos de la ciudad. El número de representantes de los barrios en un consejo de distrito está basado en la población de cada barrio. El siguiente paso es cada uno de los consejos de los nueve distritos nombre sus representantes electos, para formar el Ayuntamiento de Bagdad con 37 miembros. Este sistema de gobierno local conecta a la población de Bagdad con los barrios, distritos y el ayuntamiento.

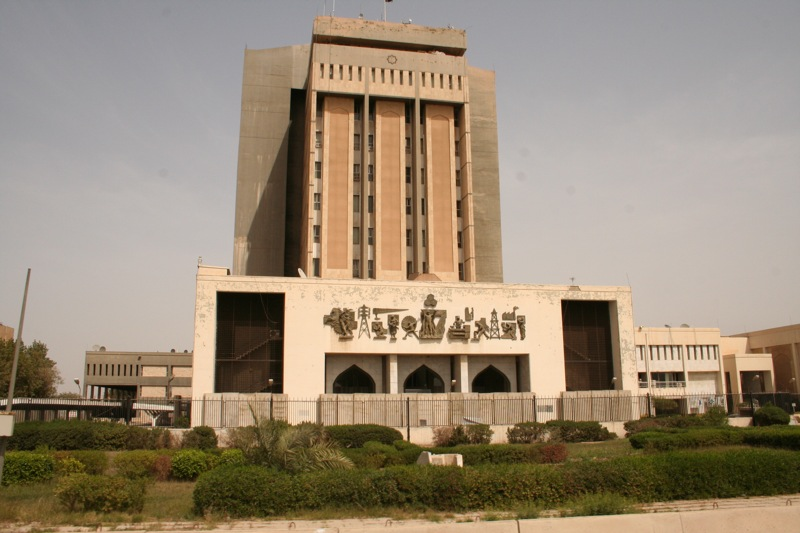
Edificio del Gobierno

Se usa el mismo proceso para nombrar los concejales representativos para las demás comunidades en la provincia de Bagdad, fuera de la propia ciudad. Allí, se eligen los consejos locales de veinte barrios (Nahia) y esos consejos eligen representantes de entre sus miembros para actuar en los seis consejos de distrito (Qada), del mismo modo que dentro de la ciudad, los consejos de distrito eligen representantes de entre sus miembros para nombrar los 35 miembros del Consejo Regional de Bagdad.
El paso final en el establecimiento del sistema de gobierno local para la provincia de Bagdad es la elección del Consejo Provincial de Bagdad. Como antes, los representantes del Consejo Provincial fue elegido proporcionalmente con el nivel de población de los distritos que representan. Los 41 miembros del Consejo Provincial obtuvieron el cargo en febrero de 2004 y sirvieron hasta las elecciones nacionales celebradas en enero de 2005, cuando fue elegido el nuevo Consejo Provincial.
Este sistema de 127 consejos separados puede parecer engorroso, pero la provincia de Bagdad tiene alrededor de siete millones de habitantes, que en el menor de los casos, cada consejo representa una media de 74 000 personas.
Los nueve distritos administrativos son:

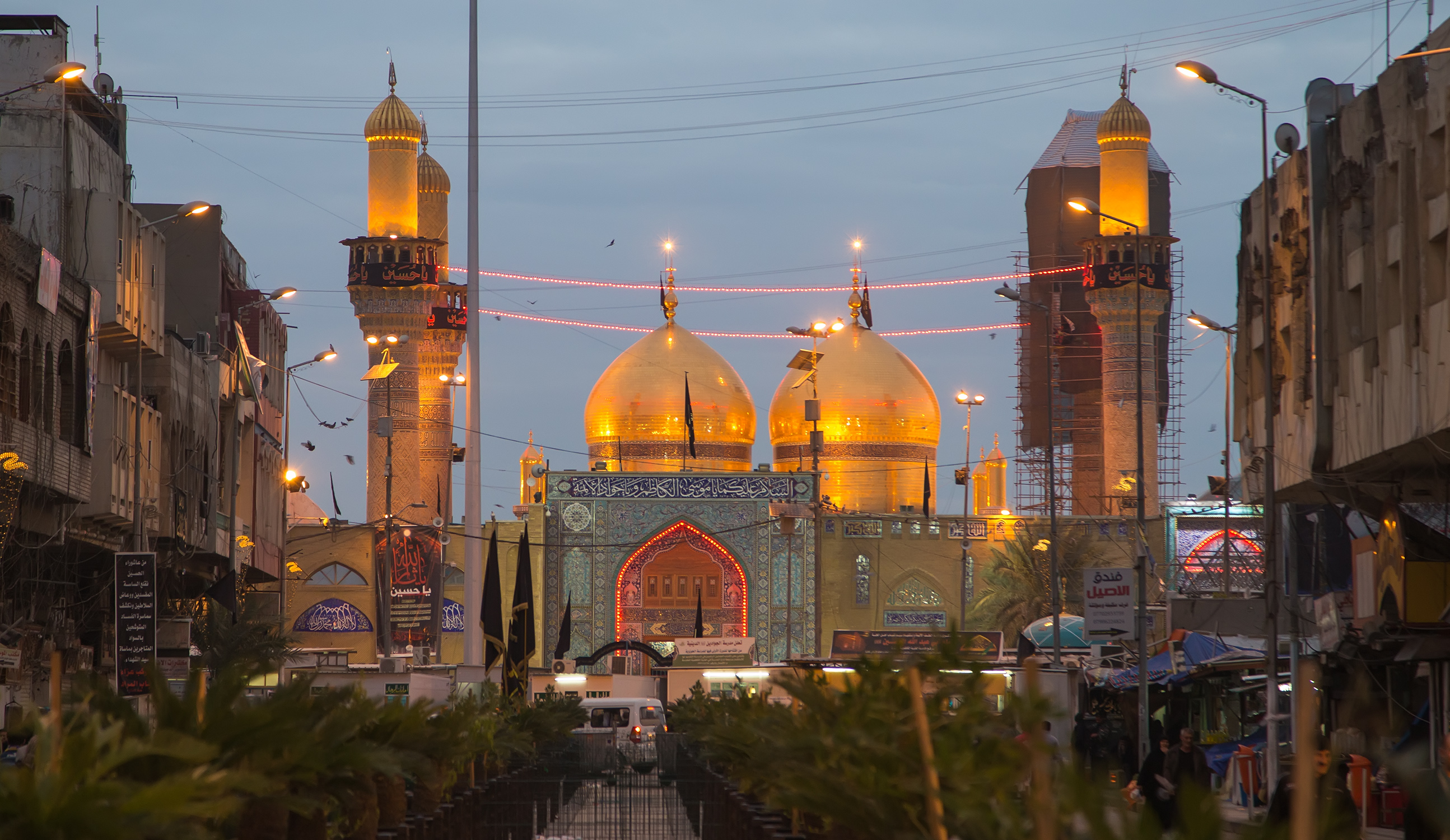
Al-Kadhimiya

- Adhamiyah
- Karkh[24]
- Karadah[25][26]
- Kadhimiya[27]
- Mansour
- Sadr City-Thawra[28]
- Rasheed[29]
- Rusafa[30]
- Nuevo Bagdad (9 Nissan)[31]

## Cultura

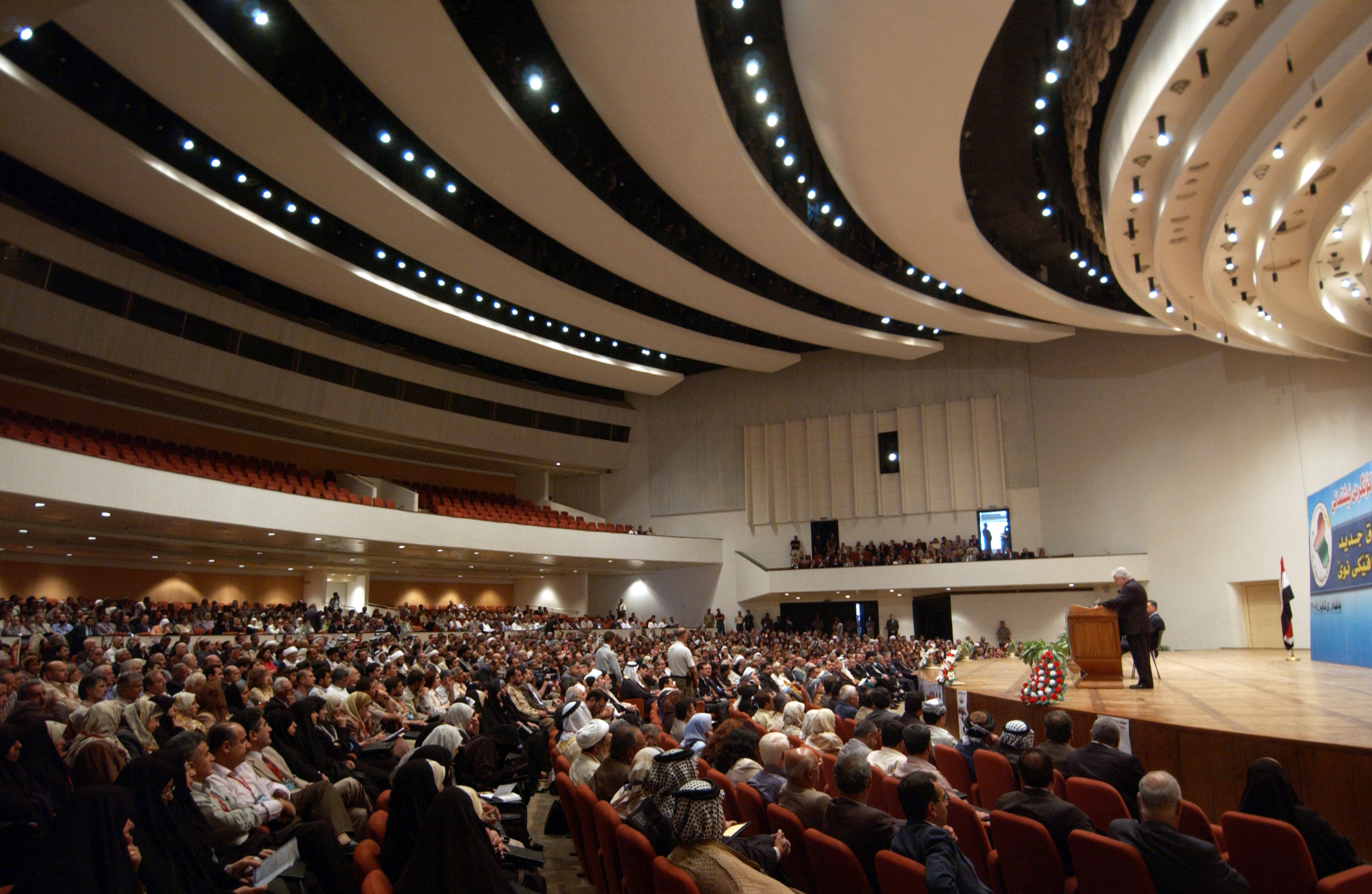
Interior del Centro de convenciones de Bagdad

Bagdad siempre ha desempeñado un papel importante en la vida cultural árabe y en la ciudad han vivido destacados escritores, músicos y artistas. Famosos poetas y cantantes árabes como Nizar Qabbani, Umm Kulthum, Fairuz, Salah Al-Hamdani, Ilham al-Madfai y otros han actuado en la ciudad. 
El dialecto del árabe hablado hoy en Bagdad difiere del de otros grandes centros urbanos en Irak, ya que tiene rasgos más propios de los dialectos árabes nómadas. Es posible que esto se deba a la repoblación de la ciudad con residentes de las zonas rurales en la Baja Edad Media.
En diciembre de 2015, Bagdad se unió a la Red de Ciudades Creativas de la UNESCO como Ciudad de la Literatura. Además, la ciudad ha sido fuente de inspiración para muchos poetas.
Algunas de las principales instituciones culturales de la ciudad son la Orquesta Sinfónica Nacional de Irak y el Teatro Nacional de Irak.

La Orquesta Sinfónica Nacional de Irak es una orquesta sinfónica financiada por el gobierno en Bagdad y que toca principalmente música clásica europea, pero también composiciones originales, basadas en instrumentos y músicas iraquíes y árabes. Los ensayos y actuaciones fueron interrumpidos brevemente durante la segunda guerra del Golfo, pero desde entonces han vuelto a la normalidad.

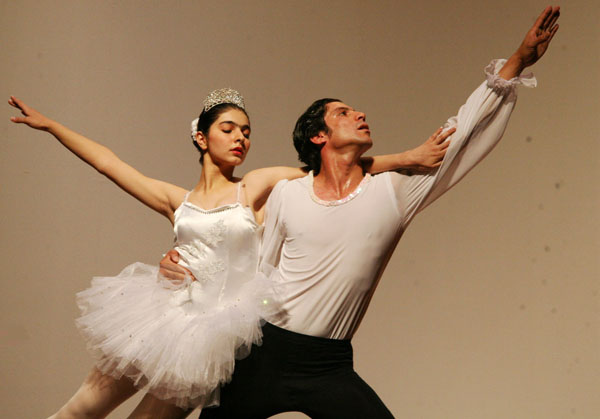
Dos bailarines del Ballet Nacional Iraquí (con sede en Bagdad) realizando un espectáculo en 2007

El Teatro Nacional de Irak fue saqueado durante la invasión de Irak de 2003, pero se está tratando de restaurar. La escena teatral recibió un impulso durante la década de 1990, cuando las sanciones de la ONU limitaron la importación de películas extranjeras. Al menos treinta salas de cine habían sido convertidas en escenarios teatrales, produciendo una amplia gama de comedias y producciones dramáticas.
Algunas instituciones que ofrecen educación cultural en Bagdad son la Academia de Música, el Instituto de Bellas Artes y la Escuela de Música y Ballet de Bagdad.
Bagdad también es la sede de un buen número de museos que alojan artefactos y reliquias de antiguas civilizaciones, de los cuales varios fueron robados durante los saqueos a los museos provocados por el caos generalizado después de que las fuerzas de Estados Unidos entraran en la ciudad.
Durante la ocupación de Irak en 2003, la emisora de radio de la American Forces Network (llamada "Freedom Radio", es decir, Radio Libertad) comenzó a transmitir noticias y programas de entretenimiento con alcance para toda Bagdad y localidades cercanas. También hay una estación de radio llamada "Dijlah" (nombre árabe del río Tigris), creada en 2004 como la primera estación de radio independiente en Irak. Las oficinas de Radio Dijlah, en el barrio de Jamia en Bagdad, han sido atacadas en varias ocasiones.

## Lugares de interés turístico y monumentos
Algunos puntos de interés son el Museo Nacional de Irak, cuya valiosa colección de artefactos fue saqueada durante la invasión de 2003, y los arcos denominados Manos de la Victoria. Varios partidos iraquíes múltiples han debatido acerca de si deben seguir siendo los arcos monumentos históricos o deben ser desmantelados. Miles de manuscritos antiguos ubicados en la Biblioteca Nacional y Archivo de Irak fueron destruidos cuando el edificio se incendió durante la invasión de Irak en 2003. El Santuario Al Kadhimain, en el noroeste de Bagdad (en Kadhimiya), es uno de los más importantes lugares religiosos chiitas en Irak. Fue terminado en 1515 y el 7.º (Musa ibn Jafar al-Kathim) y 9.º imanes (Mohammad al-Jawad) fueron enterrados allí. Uno de los edificios más antiguos es el Palacio Abasí. El palacio forma parte del área histórica central de la ciudad y se encuentra cerca de otros edificios de importancia histórica como el Edificio Saray y la Escuela Al-Mustansiriyah (del período abasí). Hay otros lugares en Bagdad, cada uno de ellos siendo representantes de una era histórica:

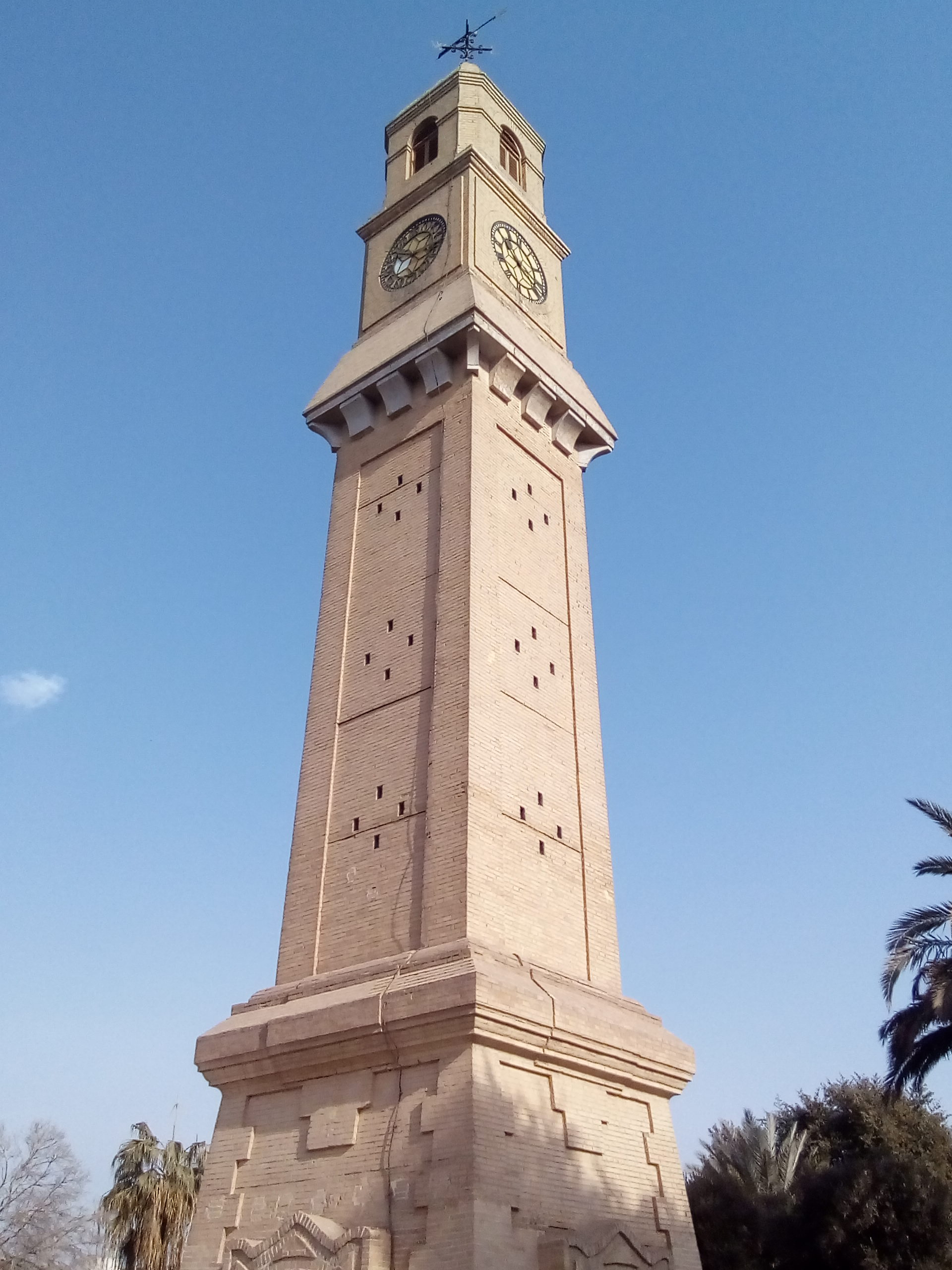
Torre del reloj de Qushla

- Torre de Bagdad (actualmente la torre del Centro de Telecomunicaciones Ma'amoon) - era el punto más alto de la ciudad, y desde donde se veía toda la ciudad. La construcción de la torre marca el período de la posguerra del Golfo, de 1991, con los esfuerzos de reconstrucción de la ciudad.
- El puente de dos niveles en Jadriyah (Ŷisr Abul Tabqain). Si bien los planes de construcción de este puente eran anteriores al gobierno de Sadam Huseín, el puente no llegó a construirse. Como parte de los recientes esfuerzos de reconstrucción, se ha construido el puente. Conecta la zona de Al-Doura con el resto de Bagdad y completa el puente 14 de julio.
- Sahat Al Tahrir (Plaza de la Liberación), en el centro de Bagdad.
- Museo Bagdadí (museo de cera)
- Escuela Mustansiriya, una estructura abasí del siglo XIII.
- Parque Al-Zawra'a en el Área Al-Mansour y casi en el centro de Bagdad.
- Plaza de Kahramana y los cuarenta ladrones.
- Hotel Al-Rasheed
- Monumento Al Jundi Al Majhool (Monumento al Soldado Desconocido).
- Monumento Al Shaheed, un monumento a los soldados iraquíes muertos en la guerra Irán-Irak, situado en la orilla oriental del Tigris.
- Una gran carretera construida bajo el régimen de Saddam como ruta para los desfiles, que transcurre a través de las Manos de la Victoria, un par de enormes espadas cruzadas, construidas en honor a los soldados que murieron en la guerra Irán-Irak durante el gobierno de Saddam.

### Zoológico de Bagdad
El zoológico de Bagdad fue el mayor jardín zoológico del Oriente Medio. Tras los ocho días primeros de la invasión de 2003, solo sobrevivían 35 de los 650 a 700 animales existentes en la instalación. Para algunos esto fue resultado del robo de algunos animales para la alimentación humana, y el hambre de los animales en jaulas que no tenían alimentos ni agua; más eso no dejó de ser una más de las propagandas que se corrieron para aumentar el repudio a Sadam Huseín y no decir la realidad, que fue producto de los permanentes, intensos e indiscrimados bombardeos del ejército estadounidense a la ciudad.[cita requerida] Entre los sobrevivientes se encuentran los animales más grandes, como leones, tigres y osos. No obstante tras el caos generado por la invasión, el sudafricano Lawrence Anthony y algunos de los cuidadores del zoológico protegieron a los animales y alimentaron a los carnívoros con carne de burros. Posteriormente, Paul Bremer ordenó la protección del zoológico, y los ingenieros norteamericanos ayudaron a reabrir las dependencias.

### Saqueo del patrimonio cultural en Bagdad
Las dos guerras del Golfo afectaron mucho al patrimonio cultural de Bagdad, y, en general, en todo Irak.
Desde tiempos remotos, las ciudades construidas por los iraquíes al ser abandonadas y destruirse, formaron pequeñas colinas, diseminadas por todo el país. Se llaman tells y bajo estos tells se hallan depósitos de testimonios que no habían sido excavados en su mayor parte. Se estima en más de 10 000 el número de estos sitios arqueológicos en territorio iraquí conteniendo piezas desconocidas de la cultura sumeria, babilónica y asiria. No se sabe la cantidad de esos tells que aún existen.
Muchos arqueólogos comparan el despojo de este legado con la destrucción de la Biblioteca de Alejandría, o con la destrucción ocasionada en Constantinopla por la cuarta cruzada cristiana (en 1204, bajo el papado de Inocencio III).
Aunque el pillaje de piezas arqueológicas y obras de arte en Mesopotamia no es algo nuevo, desde el siglo XIX han estado ocurriendo excavaciones ilegales, robo y contrabando del patrimonio cultural y artístico de Medio Oriente. Este pillaje ha nutrido cuantiosas colecciones de antigüedades mesopotámicas, tales como las del Museo Británico o las del Louvre.
El despojo de los tesoros preservados en Irak a lo largo de los siglos aumentó desde la guerra del Golfo (llevada a cabo por George H. W. Bush en 1991), y alcanzó su punto culminante con los saqueos del Museo de Bagdad cuando Estados Unidos ocupó esa ciudad. Desde entonces, decenas de miles de obras han empezado a aparecer en los mercados de antigüedades de Europa y Estados Unidos. Se estima en alrededor de 200 000 el número de objetos definitivamente perdidos. Entre esos, la desaparición de un arpa de oro de la época sumeria, la cual es el primer instrumento musical que se conoce (3000 a. C.). La universidad de Mustansyria, fundada en el siglo XIII, era una de las universidades más antiguas del mundo y fue destruida durante la guerra del Golfo. Otro hecho que contiene efectos irreversibles es la quema de la Biblioteca Nacional de Bagdad, la cual atesoraba manuscritos medievales. Estos manuscritos constituían fuentes relacionadas con la tradición judía, islámica y cristiana. Entre los tesoros del Museo Nacional de Bagdad estaba la más importante colección de antigüedades mesopotámicas del mundo. Entre esas antigüedades, había miles de tablillas de arcilla con escritura cuneiforme, que en su mayor parte nunca llegaron a ser descifradas. Se desconoce su paradero actual.

## Religión

### Islam
La situación en la capital iraquí tras la caída de Sadam Huseín en marzo de 2003 es compleja: con la aparición de nuevos grupos políticos, el re-despertar de movimientos religiosos tradicionales, el regreso de los que vivían en el exilio, los líderes religiosos y la influencia de los países vecinos.
El aumento de las tensiones dio lugar a varios ataques terroristas y los conflictos armados de sunitas y chiitas, unos contra los otros. La limpieza étnica ha sido de gran envergadura, aun así la violencia se redujo en 2007 entre los grupos religiosos. Una de las razones es que apenas hay distritos heterogéneos, de modo que existe una planificación previa de los ataques. Otra razón para la reducción de la violencia, es la presencia del ejército de los Estados Unidos, que separa a los chiitas y los sunitas.
El 95 % de la población de Irak es musulmana. Por eso hay en Bagdad muchas mezquitas, la más famosa de ellas es la mezquita de Abu Hanifa. Antes de la invasión de 2003, el 65 % de los musulmanes era sunita y el 35 % chiita.

### Cristianismo

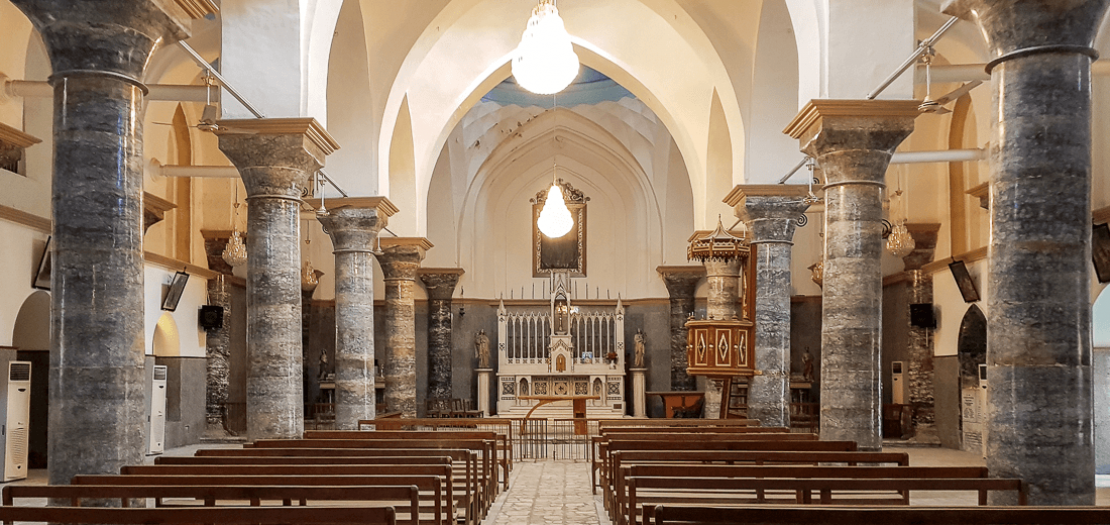
Iglesia católica caldea, Bagdad

El cristianismo ha existido en Irak desde los primeros tiempos y las diversas iglesias cristianas iraquíes han tenido sólidas raíces. Durante el gobierno de Sadam Huseín (al cabo, de un partido laico) había una amplia libertad religiosa. El gobierno llegó a tener ministros cristianos como el ex primer ministro católico caldeo Tariq Aziz. Aproximadamente la mitad de los cristianos en Irak viven en Bagdad. Su proporción en el total de la población hasta marzo de 2003 que se situaba en torno al 10 %, disminuyó a causa de las crisis en Irak hasta el año 2006, a alrededor del 5 %.
Desde el comienzo de la guerra, según el obispo auxiliar de Bagdad, Andreas Abouna, alrededor del 75 % de la población cristiana había abandonado la capital, en busca de protección en el norte kurdo de Irak, o en países vecinos como Turquía, Siria y Jordania.
El patriarca de Babilonia, con sede en Bagdad, encabeza la organización religiosa de la Iglesia católica caldea. La Iglesia latina forma la archidiócesis de Bagdad.
Bagdad es también la sede histórica del patriarca de la Iglesia Asiria de Oriente. Los obispos de la Iglesia ortodoxa Siria de Antioquía, organizada anteriormente como "Maphrianat del Oriente", también tienen su sede en Bagdad.

### Judaísmo

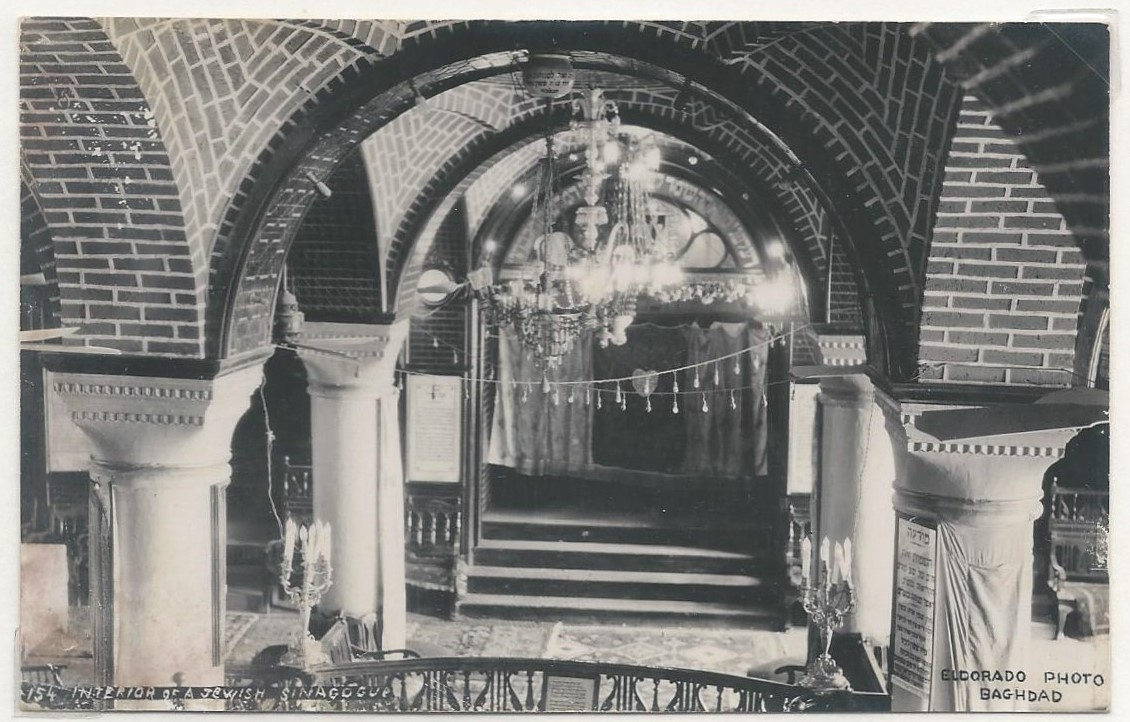
La Gran Sinagoga de Bagdad.

La presencia de población judía en Bagdad data de los tiempos de la antigua ciudad de Babilonia. El rey persa Ciro II el Grande conquistó esta ciudad y permitió el regreso de los judíos a su tierra. Sin embargo muchos decidieron quedarse, prosperando allí, y sufriendo también persecuciones, hasta los tiempos del Califato Abasí y el Imperio otomano. Tras la independencia de Israel en 1948 y la guerra árabe-israelí de ese mismo año, se repitieron los disturbios contra los judíos. El gobierno israelí llevó a cabo la Operación Esdras y Nehemías, con el objetivo de trasladar, a partir de 1952, a aproximadamente el 95 % de los iraquíes judíos a través de un puente aéreo. El 25 de julio de 2003, seis de los últimos judíos de Bagdad viajaron por avión a Israel. En 2011 el número de judíos en la ciudad se había reducido a solo siete.

## Deporte
Bagdad es la sede de algunos de los más importantes equipos de fútbol en Irak, siendo los más grandes el Al Quwa Al Jawiya (Club de Aviación), Al Zawra, Al Shurta (Policía) y Al Talaba (Estudiantes). El estadio mayor de Bagdad es el estadio Al Shaab que fue inaugurado en 1966.
La ciudad también ha tenido una importante tradición de carreras de caballos desde la Primera Guerra Mundial. Los islamistas han presionado para poner fin a esta tradición, debido a que este deporte tiene una importante secuencia en apuestas.

## Ciudades hermanadas
- El Cairo (Egipto, desde 1998)
- Amán (Jordania, desde 1989)
- Beirut (Líbano)
- Saná (Yemen, desde 1989)
- Denver (Estados Unidos)
- Monterrey (México)
- Paraguaná (Venezuela)